# Copa Cidade Canção de Ciclismo
A Copa Cidade Canção de Ciclismo é uma competição de ciclismo de estrada disputada anualmente durante o mês de maio como uma prova de um dia na cidade de Maringá, no Paraná. A prova existe tanto para a elite masculina como a feminina do ciclismo nacional, além das categorias juniores e masters.
Até 2004, a prova foi organizada como um evento de três etapas, a partir da 5ª edição, em 2005, tornou-se uma prova de um dia. Atualmente, recebe no calendário nacional da CBC a categoria 3, a mais alta para provas de um dia.
A prova é realizada em um circuito. Na edição de 2022, a prova aconteceu no Eurogarden, categoria elite masculino percorreu 20 voltas, totalizando uma distância de 88 kms.

## Vencedores

### Masculino
| Ano  | Vencedor                   | Segundo lugar           | Terceiro lugar                |
| ---- | -------------------------- | ----------------------- | ----------------------------- |
| 2001 | Emerson Silva              |                         |                               |
| 2002 | Emerson Silva              |                         |                               |
| 2003 | Emerson Silva              |                         |                               |
| 2004 | José Aparecido dos Santos  | Elton Marroni           | Eber Moreno                   |
| 2005 | Roberto Pinheiro           | Tadeu Brambila          | Jorge Giacinti                |
| 2006 | Daniel Rogelin             | Rafael Andriato         | Diego Mueller                 |
| 2007 | André Pulini               | Kléber do Nascimento    | Renato Santos                 |
| 2008 | Armando Camargo            | Raphael Serpa           | Carlos França                 |
| 2009 | Jean Coloca                | Michel Fernández García | Héctor Figueras               |
| 2010 | Edgardo Simon              | Bruno Tabanez           | Jean Coloca                   |
| 2011 | Nilceu dos Santos          | Rodrigo de Melo         | Fabiano Mota                  |
| 2012 | Francisco Chamorro         | Gideoni Monteiro        | Armando Camargo               |
| 2013 | Kléber Ramos               | Daniel Rogelin          | Nilceu dos Santos             |
| 2014 | Cristian Egidio da Rosa    | Sidynei Rodrigues       | Armando Camargo               |
| 2015 | Michel Fernández García    | João Marcelo Gaspar     | Armando Camargo               |
| 2016 | Eliésio Hubner Sivirino    | Endrigo da Rosa         | Ricardo Dalamaria             |
| 2018 | Mauricio Knapp             | Endrigo da Rosa         | Luan da Matta                 |
| 2019 | Jeovane Junior Oliveira    | Sidynei Rodrigues       | Pedro Guilherme Volpato Rossi |
| 2022 | Rafael de Mattos Andriatto | Kacio Fonseca Freitas   | Rogério do Nascimento Macedo  |

### Feminino
| Ano  | Vencedora             | Segundo lugar           | Terceiro lugar           |
| ---- | --------------------- | ----------------------- | ------------------------ |
| 2004 | Sonia Dorigo          | Lorena de Oliveira      | Sílvia Ferreira          |
| 2005 | Lorena de Oliveira    | Andreara de Lima        | Sílvia Regina            |
| 2006 | Sonia Dorigo          | Elione Zimmermann       | Lucimara Ramão           |
| 2007 | Sonia Dorigo          | Lorena de Oliveira      | Lucimara Ramão           |
| 2008 | Sumaia Ali dos Santos | Aline Paroliz           | Daniela Lioncio          |
| 2009 | Aline Paroliz         | Cristiane Pereira       | Sumaia Ali dos Santos    |
| 2010 | Valquíria Pardial     | Giovana Cruz Corsi      | Sumaia Ali dos Santos    |
| 2011 | Valquíria Pardial     | Luciene Ferreira        | Cristiane Pereira        |
| 2012 | Valquíria Pardial     | Fernanda da Silva Souza | Mariane Ferreira         |
| 2013 | Giovana Cruz Corsi    | Cristiane Pereira       | Viviane Cristina Marques |
| 2014 | Janildes Fernandes    | Camila Coelho           | Daniela Lionço           |
| 2015 | Sumaia Ali dos Santos | Maira Barbosa           | Daniela Lionço           |
| 2016 | Daniela Lionço        | Taise Benatto           | Talita de Oliveira       |
| 2018 | Alice de Melo         | Daniela Lionço          | Talita de Oliveira       |
| 2019 | Débora Moura Costa    | Bruna Carolina Fagundes | Talita de Oliveira       |
| 2022 | Talita de Oliveira    | Tayná Araujo            | Ana Paula Casetta        |